# Municipio de Wyoming (Iowa)
El municipio de Wyoming (en inglés: Wyoming Township) es un municipio ubicado en el condado de Jones en el estado estadounidense de Iowa. En el año 2010 tenía una población de 884 habitantes y una densidad poblacional de 9,5 personas por km².

## Geografía
El municipio de Wyoming se encuentra ubicado en las coordenadas 42°5′4″N 90°56′52″O / 42.08444, -90.94778. Según la Oficina del Censo de los Estados Unidos, el municipio tiene una superficie total de 93.08 km², de la cual 93,08 km² corresponden a tierra firme y (0 %) 0 km² es agua.

## Demografía
Según el censo de 2010, había 884 personas residiendo en el municipio de Wyoming. La densidad de población era de 9,5 hab./km². De los 884 habitantes, el municipio de Wyoming estaba compuesto por el 98,42 % blancos, el 0,34 % eran afroamericanos, el 0,34 % eran amerindios, el 0,57 % eran de otras razas y el 0,34 % eran de una mezcla de razas. Del total de la población el 1,47 % eran hispanos o latinos de cualquier raza.